# Гілберт Стюарт
 Гілберт Стюарт  (англ. Gilbert Charles Stuart, нар. 3 грудня 1755, Сондерстаун, Род-Айленд — пом. 9 липня 1828, Бостон) — художник зі Сполучених Штатів Америки. Разом з художником Джоном Коплі вважається засновником живопису США. Малював портрети. Стюарт, серед інших, створив портрети шести перших президентів молодої на той час країни.

## Життєпис

### Ранні роки
Він третя дитина в родині шотландського емігранта у США. Батько займався виготовленням нюхального тютюну, модної забави багатіїв того часу. Мати походила з родини землевласників, що мешкала в Род-Айленду. Хлопчик народився в Сондерстоуні.
У 1762 році родина перебралася в Ньюпорт. У хлопця виявилися художні здібності і його віддали в навчання до місцевого художника на ім'я Космо Александер, шотландця за походженням. Одним з жанрів того часу було зображення мисливських трофеїв, сцен полювання, зображення мисливських собак. Збережена картина 12-річного Гілберта « Мисливець і спаніелі» в цьому жанрі.

### Навчання
У 1771 р. Космо Александер перебрався на батьківщину в Шотландію. Гілберт поїхав разом з вчителем заради удосконалення та навчання в Британії. Але через рік Космо помер і юнак був вимушений заробляти собі на життя власноруч. Обставини склалися для нього невдало і він повернувся в Род-Айленд.
В країні було неспокійно через суспільні негаразди, військові дії (розпочалася так звана американська революція — боротьба за визволення від влади королівської Британії).
У 1775 р. Гілберт наново їде в Британію на навчання. Його вчителем став англо-американський художник Бенджамін Вест, прихильник класицизму в його нудному академічному варіанті. Навчання у Бенджаміна тривало шість років. Але послідовником академізму Гілберт не став. З 1777 р. виставляє свої картини в Королівській академії мистецтв в Лондоні. Тоді вперше до нього прийшов успіх і його картини та портрети мають попит. Молодик наробив боргів і трохи не потрапив у буцегарню як злісний боржник. Аби уникнути кредиторів та ув'язнення, таємно втік до міста Дублін, де продовжив працювати портретистом.

### Повернення у США
У 1793 р. повернувся у США, мешкав в Нью-Йорку. Трохи перегодом перебрався в передмістя столичного на той час міста Філадельфія, де відкрив власну майстерню. Саме це забезпечить йому впливову клієнтуру і близькість до відомих сучасників США. Тоді ж намальований і портрет Джорджа Вашингтона. Стюарт створив близько 70 авторських копій цього портрету (потім ще 60) та вигідно продав їх за 100 доларів кожний. Хоча перший варіант портрету так і не був завершений при житті художника, саме він стане зразком, перенесеним на 1-доларову купюру.

### Смерть в Бостоні
У 1803 р. перебрався у місто Вашингтон, столицю США, але не мав там фінансового успіху. У 1805 р. художник переїздить до найбільш англійського міста США — Бостону, де мав попит як майстер, що працював в художній манері, наближеній до англійської.
У 1824 р. переніс інсульт, ускладнення якого залишались до його смерті у 1828 р.
Родина не мала грошей на придбання постійного місця на цвинтарі. Тому тіло поховали в загальній могилі.

## Увічнення пам'яті
Родинний будинок Стюартів в Род-Айленді збережений. Нині там музей художника.

## Характеристика художньої манери
Гілберт Стюарт так і не виробив яскравої художньої манери, залишившись послідовником сухої, несміливої, занадто неемоційної манери. Його портрети складають враження монотонних і дуже близьких один до одного за композицією. Трохи розмаїття у монотонність вносять лише одяг портретованих, зображення неба в стилі англійського предромантизму чи атрибути парадних портретів(золочені меблі, колони, килими, важкі завіси), які завжди можна знайти на портретах і інших художників. Холодністю, аристократичною замкненістю, відокремленістю від глядача вирізняється майже кожний портретований.

## Галерея

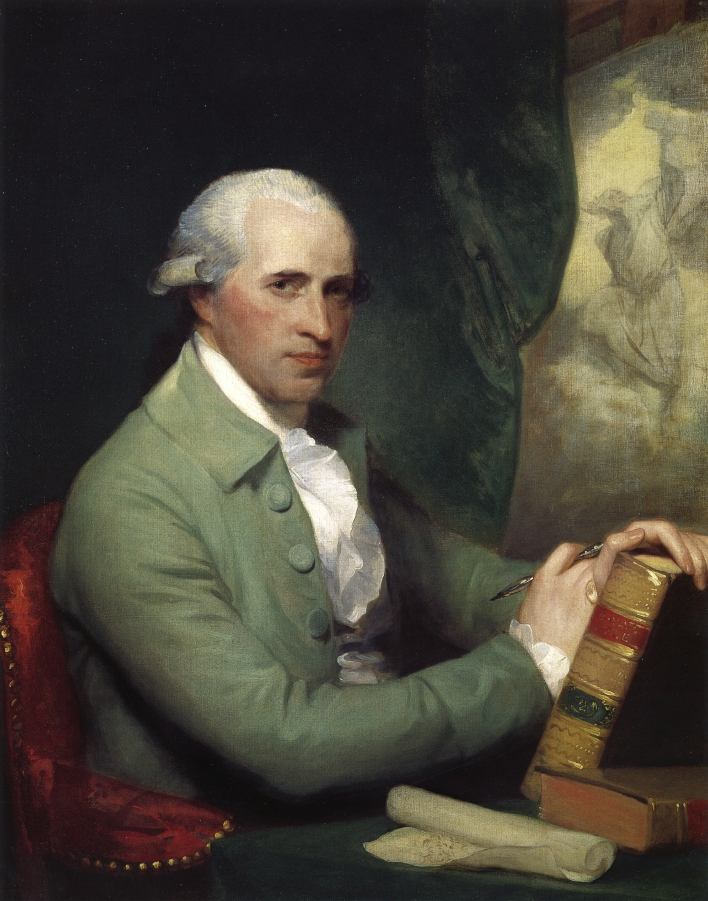
Портрет Бенджаміна Веста, 1783-84
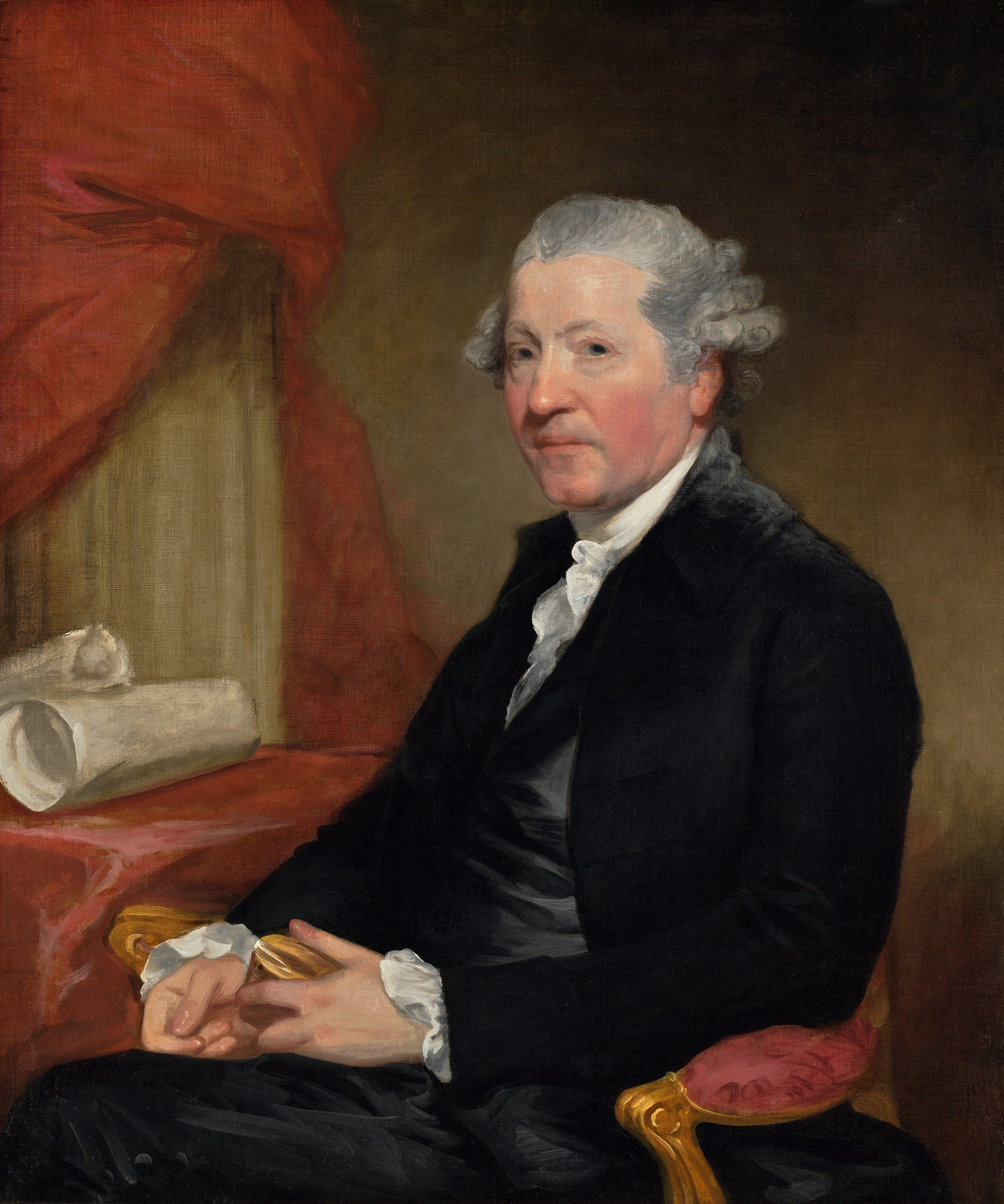
Портрет старого художника Джошуа Рейнолдса, 1784
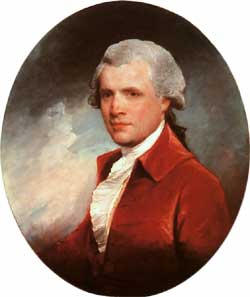
Художник Джон Сінглтон Коплі, 1784
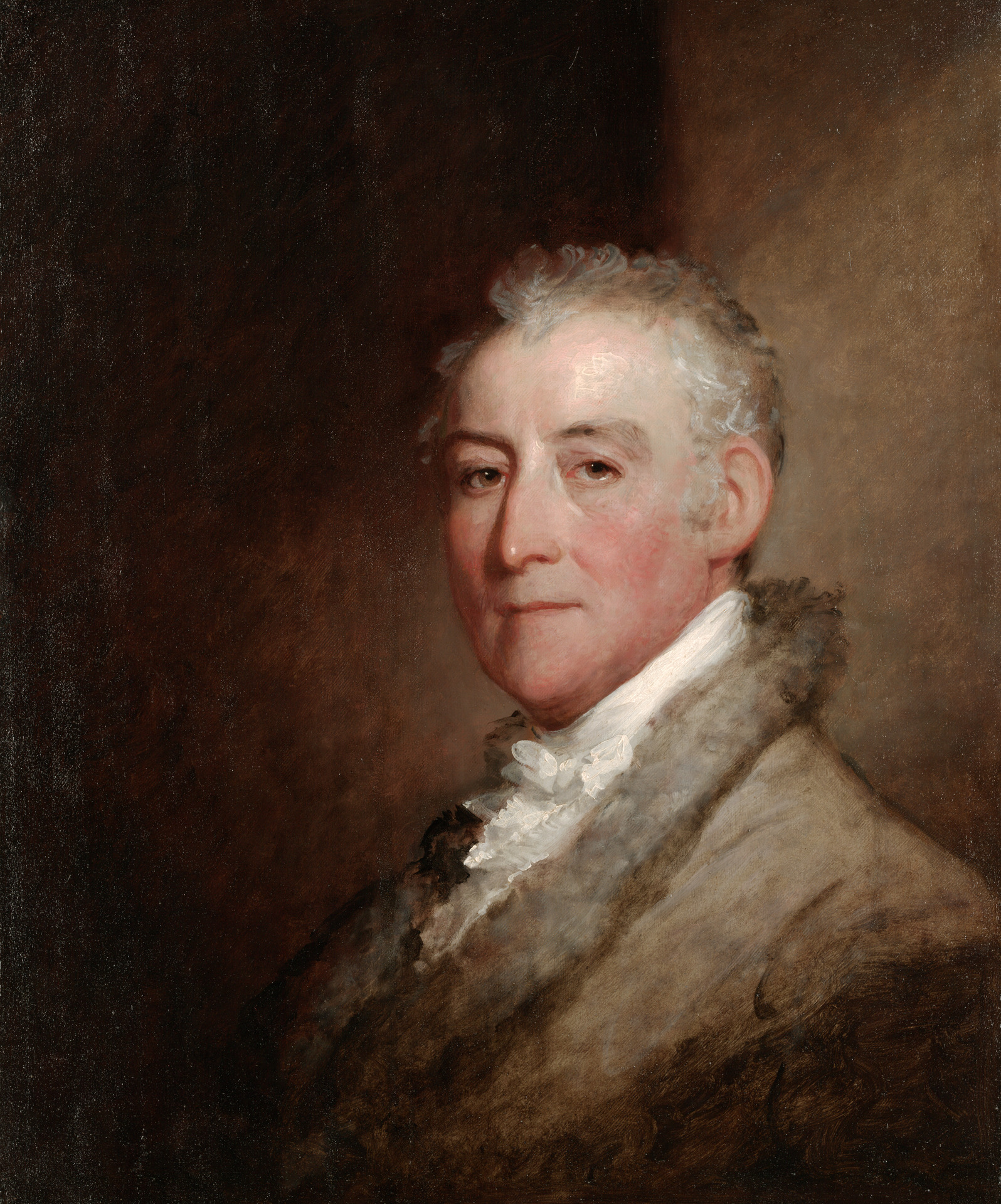
Художник зі США Джон Трамбал (Trumbull), 1818

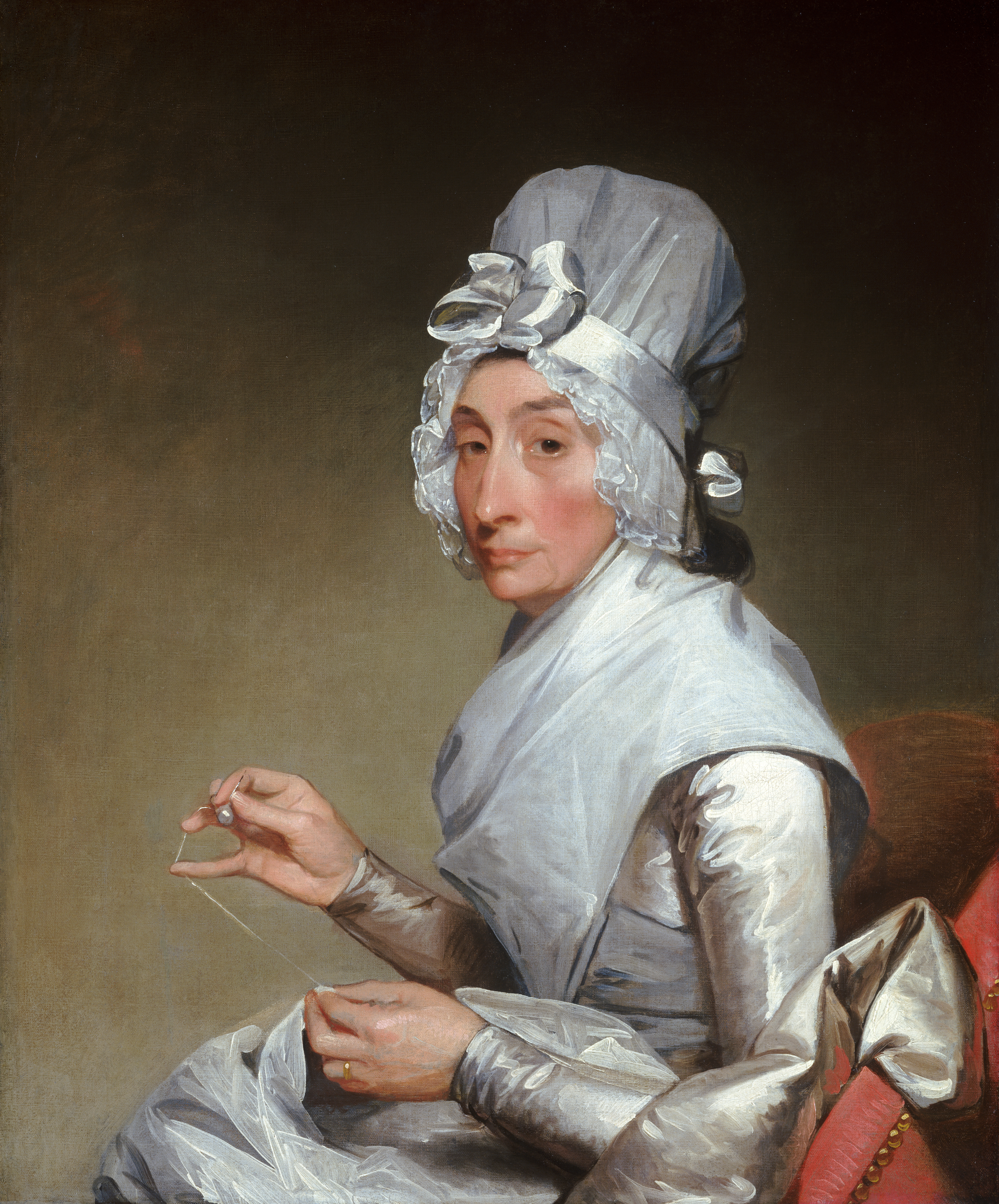
Катеріна Брасс Ятс, 1794
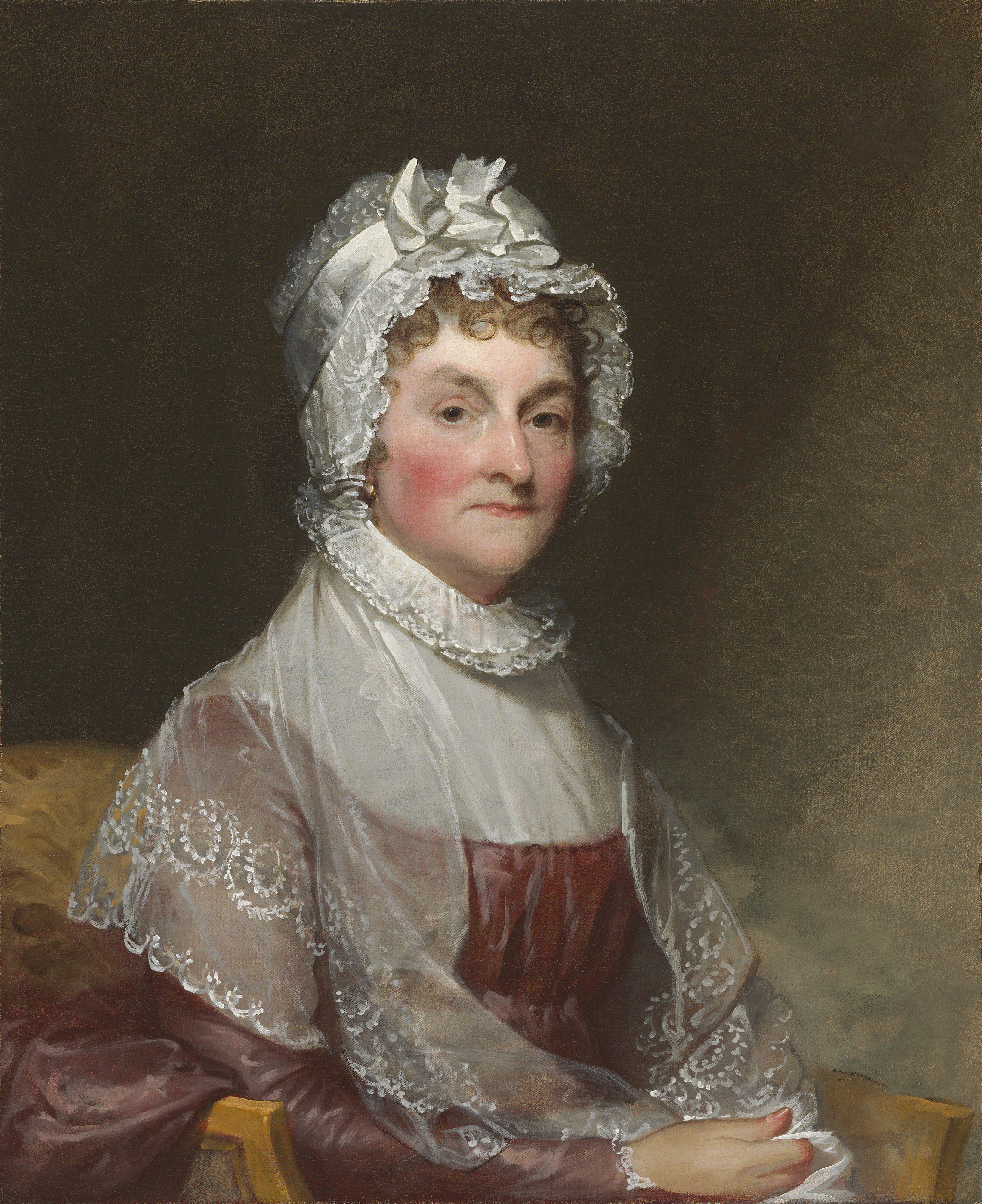
Абігайль Сміт Адамс, дружина президента
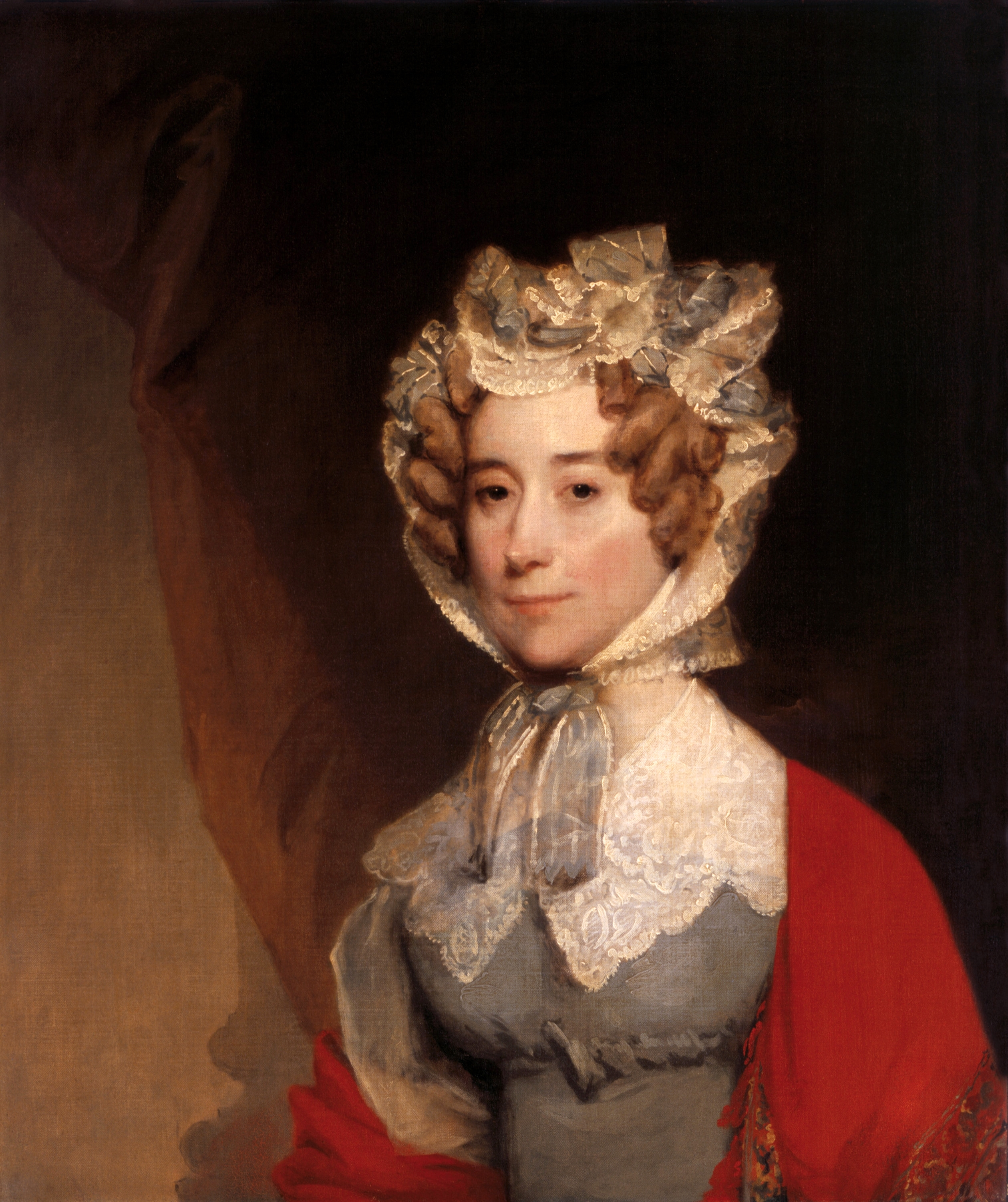
Луїза Джонсон Адамс
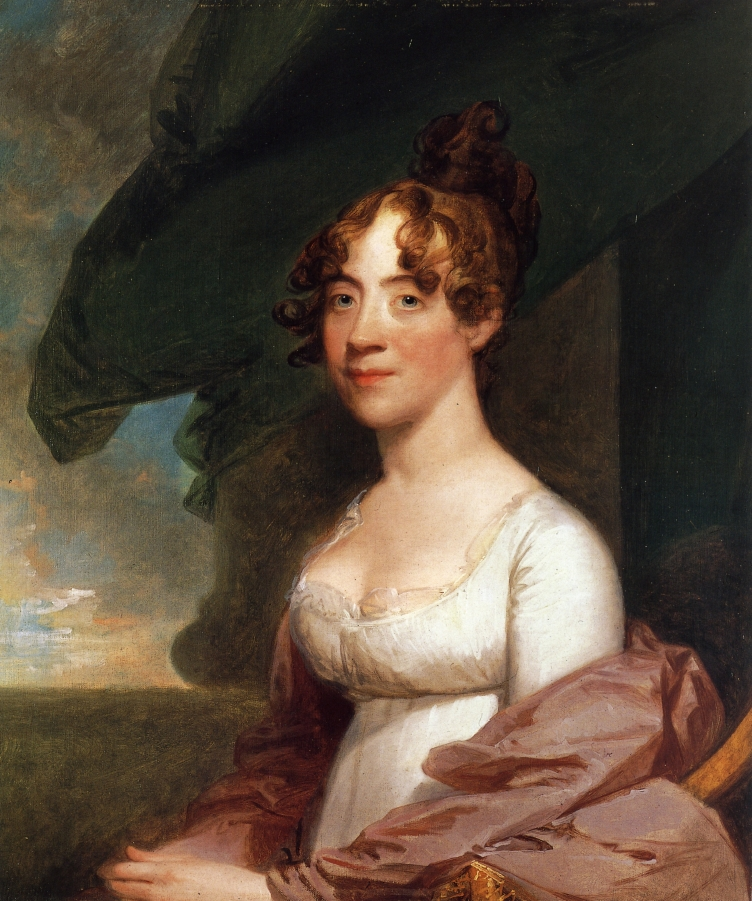
Анна Пей Гатс,сестра дружини президента Доллі Медісон, 1804

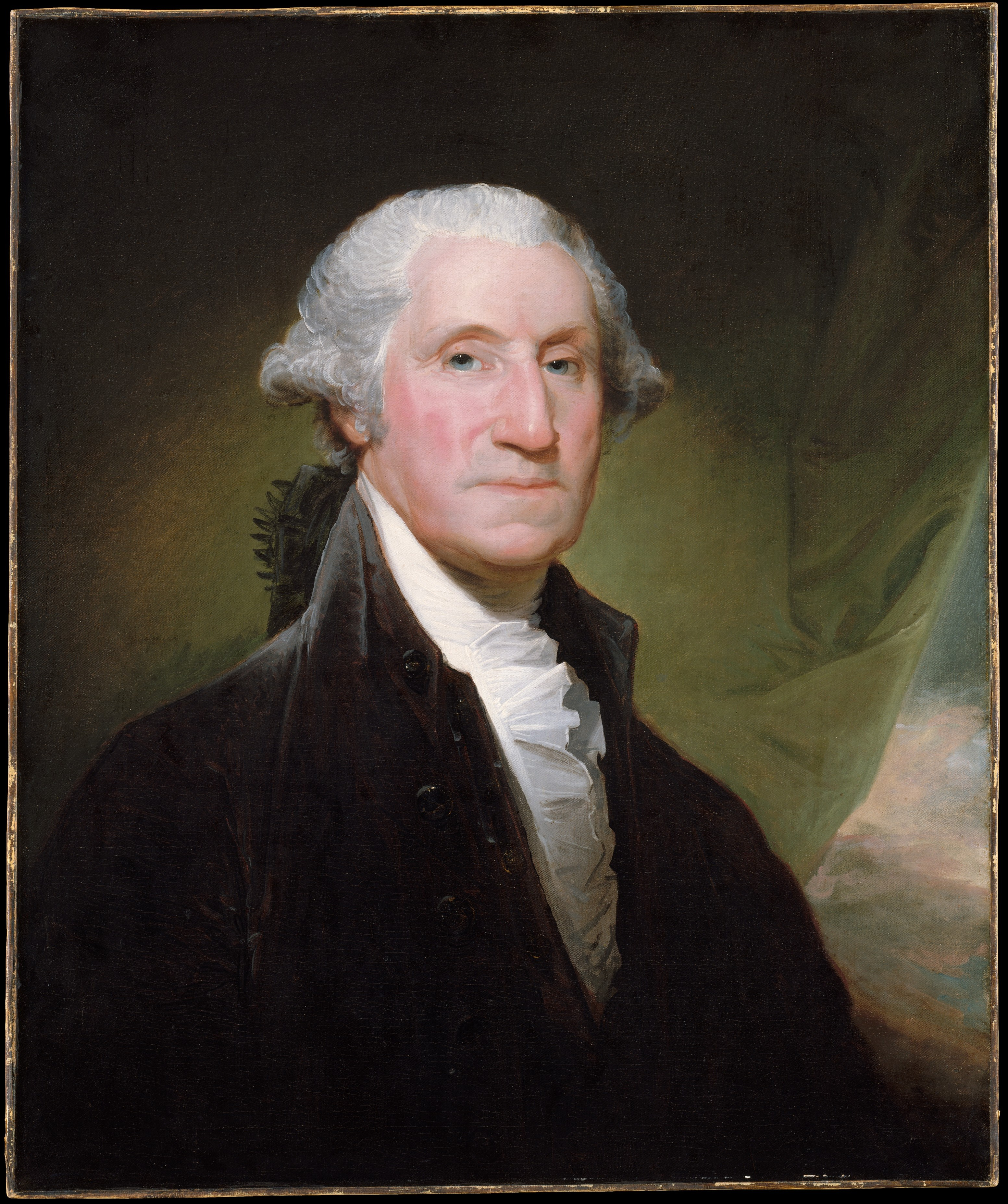
Джордж Вашингтон, 1795
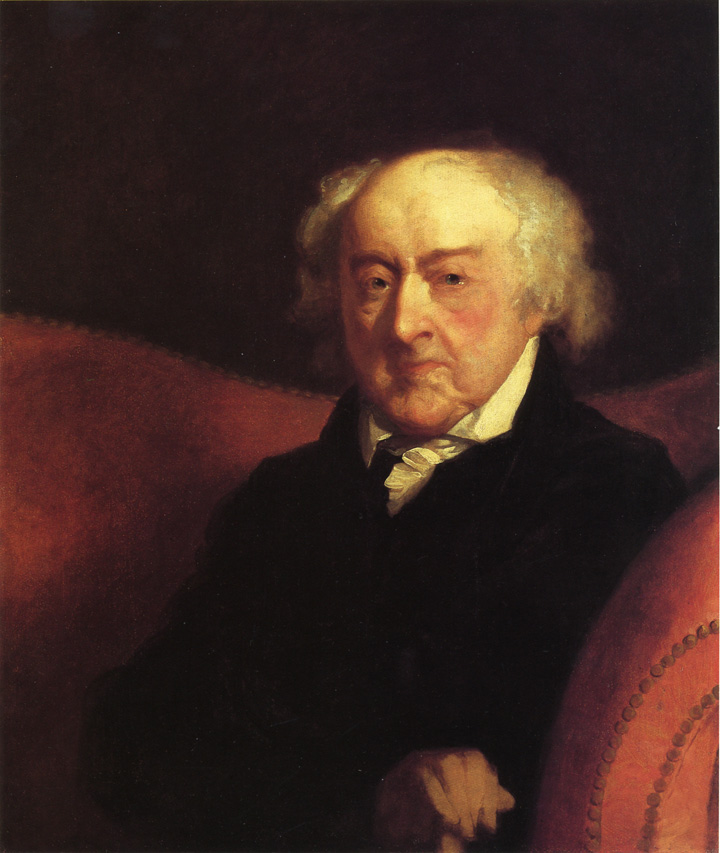
Джон Адамс. 2-й президент США
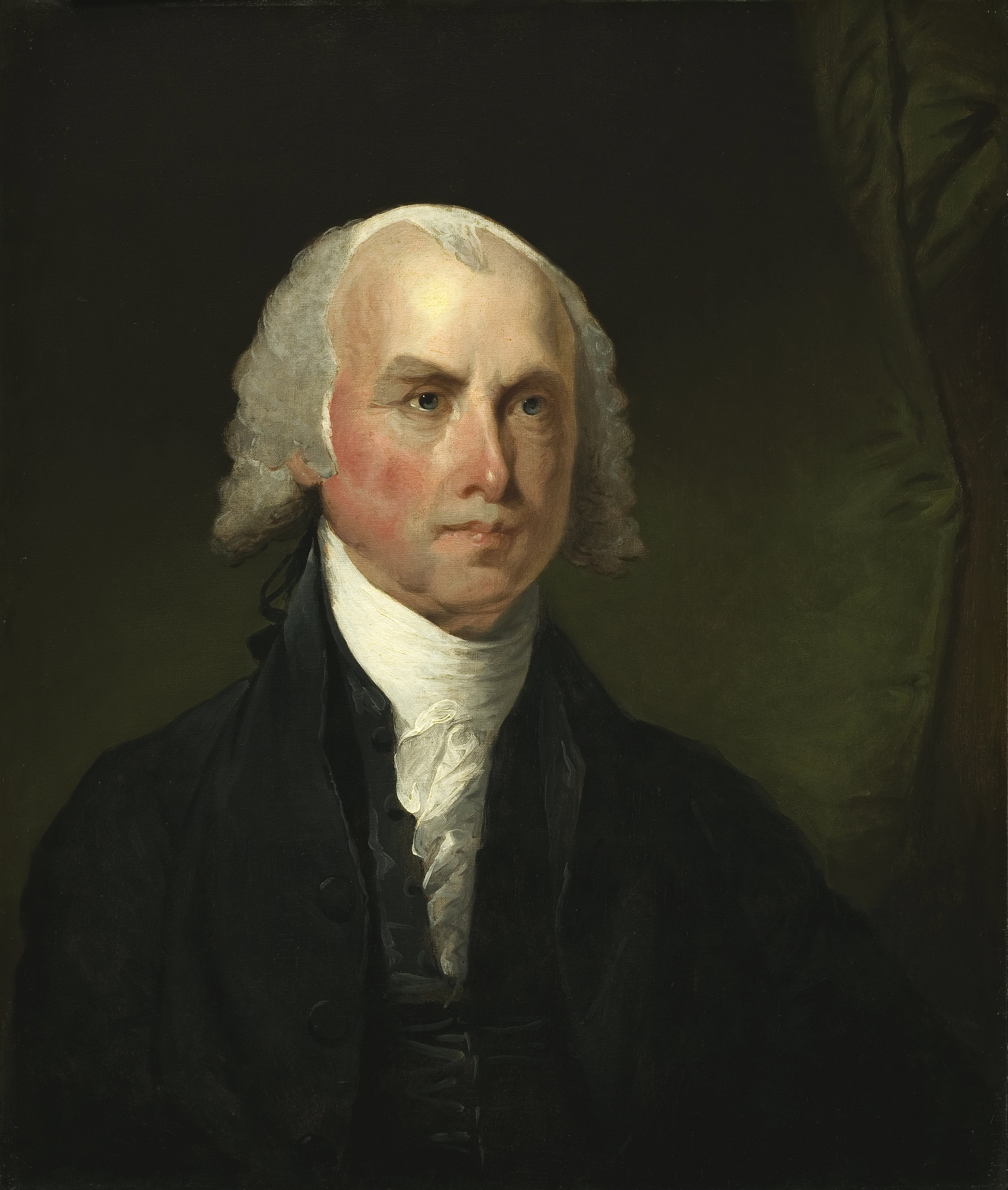
Джеймс Медісон. 4-й президент США.
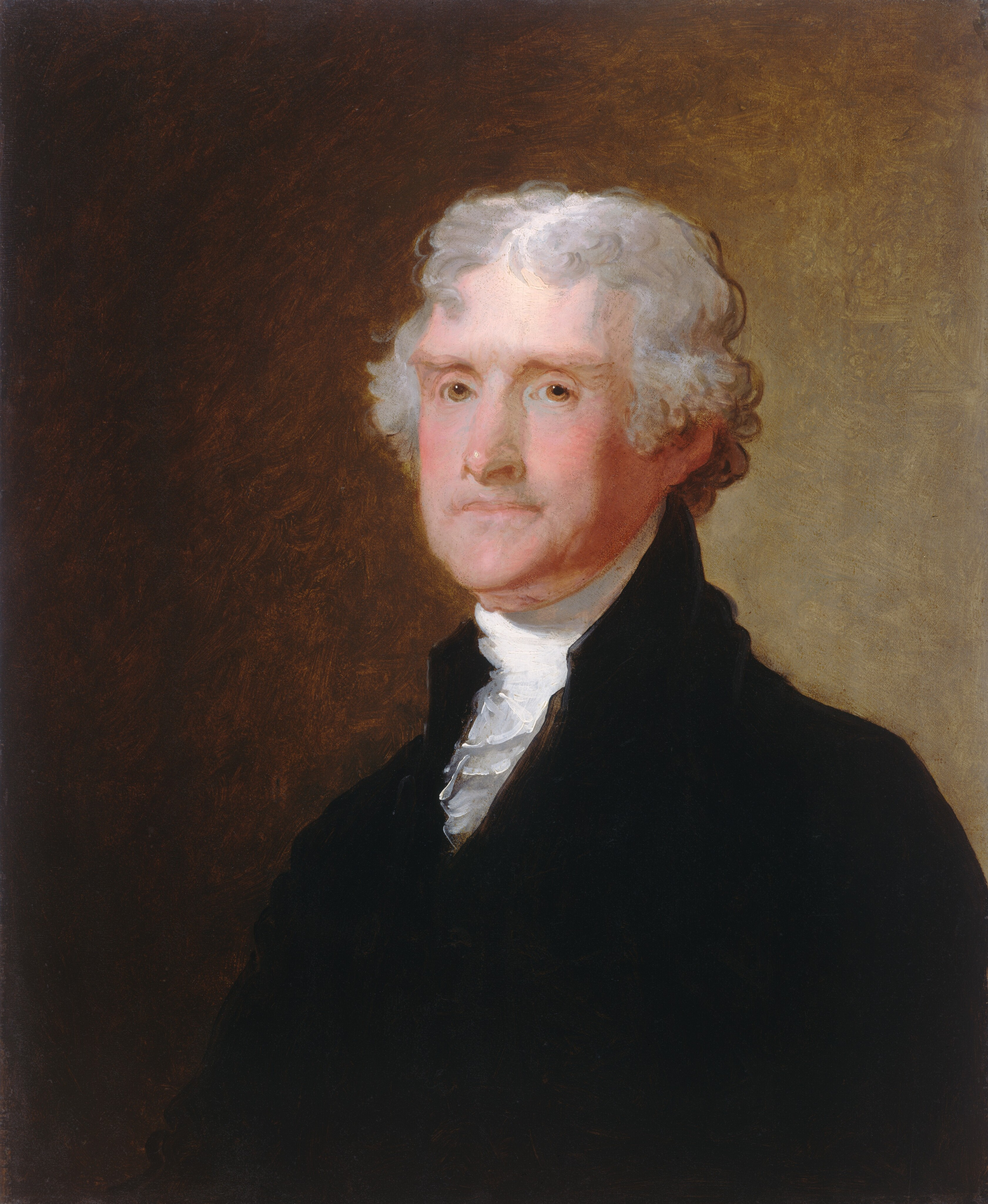
Томас Джеферсон, 3-й президент США.